# Kuktafazék
A kuktafazék (vagy röviden kukta) egy nyomás alá helyezhető főzőedény elnevezése Magyarországon. Eredetileg márkanév (védjegy) volt, amely később köznevesült.

## Története
Az első, háztartási használatra szánt, magasnyomású főzőedényt Denis Papin (1647 – 1712) francia fizikus találta fel 1679-ben. Ő jött rá, hogy ha az edény lezárásával és egy jól beállított szeleppel 160 kPa nyomást hoz létre, akkor a víz magasabb, több mint 110 fokos hőmérsékleten forr fel. Ezáltal az ételek gyorsabban főnek meg. Papin így feltalálta a kuktafazék elődjét. 
1957 szeptembere táján a budapesti Alumíniumárugyár bemutatta a Kukta fantázianévre keresztelt fazekát. A nevet „Kukta fazék” formában külön írták – az írásmód mára kuktafazékra módosult. Akkoriban ez az edény meglehetősen drága volt: 230 forintért árusították, míg az akkori átlagfizetés 1440 Ft volt. 1958-ban már 11 ezret adtak el belőle, és a mennyiség 1962-re 400 ezer darabra nőtt.
1978-ban már minden tizedik, háztartási forrázásos balesetet kuktafazék okozott. Böszörményi Géza első, Madárkák című játékfilmjének egyik jelenetében az egyik főszereplő, Schütz Ila kezei között felrobbant egy főzőkukta.

## A szó eredete
Az elnevezés a kukta szóra utal, amely a szlovák kuchta (szakácstanuló) vagy a cseh kuchta (gúnyos használatban: szakácsnő) szóból származik. 